# Ateji
Ateji (jap. 当て字 lub 宛字) – grupa znaków chińskich (kanji), służąca w języku japońskim do fonetycznego zapisu (jako fonetyczny ekwiwalent) niektórych słów. Znaki te nie odnoszą się do słów pochodzenia chińskiego. Zostały one przypisane do słów już istniejących oraz do zapożyczeń. 
Współcześnie, podstawowym sposobem zapisu wyrazów obcego pochodzenia w języku japońskim jest użycie sylabariusza fonetycznego, katakany, jednakże w przeszłości posiadanie wersji kanji uważano za konieczne. Wywodziło się bowiem z tradycji chińskiej i do dziś w pewnych przypadkach ma charakter eleganckiej formy zapisu. 
Zapis przy pomocy ateji może zostać dokonany ze względu na odpowiednią wartość semantyczną, fonetyczną lub obie te funkcje łącznie. Przykładem kanji użytych zarówno ze względu na znaczenie, jak i wymowę, jest wyraz „kurabu” (klub) zapożyczony z języka angielskiego (club). Oprócz zapisu katakaną (クラブ), często spotyka się wersję kanji w postaci: 倶楽部. Ciąg znaków może być przeczytany jako ku, ra(ku), bu. W wolnej interpretacji można go odczytać jako: razem, zabawa (dobre samopoczucie, beztroska lub muzyka) oraz miejsce.
Ateji mogą być również przypisane jedynie ze względu na wymowę. Za przykład mogą posłużyć znaki kanji na sushi: 鮨, 鮓 lub 寿司.

## Przykład zastosowaniaateji
| Nazwa polska    | Nazwa w katakanie | Nazwa w kanji          | Transkrypcja Hepburna nazwy  |
| --------------- | ----------------- | ---------------------- | ---------------------------- |
| Afryka          | アフリカ          | 阿弗利加               | afurika                      |
| Ameryka         | アメリカ          | 亜米利加・米州         | amerika                      |
| Anglia          | イングランド      | 英蘭                   | ingurando                    |
| Argentyna       | アルゼンチン      | 亜爾然丁               | aruzenchin                   |
| Ateny           | アテネ            | 雅典                   | atene                        |
| Australia       | オーストラリア    | 濠太剌利・豪州         | ōsutoraria                   |
| Austria         | オーストリア      | 墺太利                 | ōsutoria                     |
| Azja            | アジア            | 亜細亜                 | ajia                         |
| Belgia          | ベルギー          | 白耳義                 | berugī                       |
| Berlin          | ベルリン          | 伯林                   | berurin                      |
| Birma           | ビルマ            | 緬甸                   | biruma                       |
| Brazylia        | ブラジル          | 伯剌西爾               | burajiru                     |
| Butan           | ブータン          | 不丹                   | būtan                        |
| Cambridge       | ケンブリッジ      | 剣橋                   | kenburijji                   |
| Cejlon          | セイロン          | 錫蘭                   | seiron                       |
| Chicago         | シカゴ            | 市俄古                 | shikago                      |
| Chile           | チリ              | 智里・智利             | chiri                        |
| Dania           | デンマーク        | 丁抹                   | denmāku                      |
| Dżakarta        | ジャガタラ        | 咬{口+留}吧            | jagatara, (obecnie jakaruta) |
| Egipt           | エジプト          | 埃及                   | ejiputo                      |
| Fidżi           | フィジー          | 斐濟                   | fijī                         |
| Filipiny        | フィリピン        | 比律賓                 | firipin                      |
| Francja         | フランス          | 仏蘭西                 | furansu                      |
| Genewa          | ジュネーブ        | 寿府                   | junēbu                       |
| Góry Ałtaj      | アルタイ山脈      | 阿爾泰山脈・阿勒泰山脈 | arutai sanmyaku              |
| Grecja          | ギリシャ          | 希臘                   | girisha                      |
| Hanoi           | ハノイ            | 河内                   | hanoi                        |
| Hiszpania       | スペイン          | 西班牙                 | supein                       |
| Holandia        | オランダ          | 和蘭・阿蘭陀           | oranda                       |
| Hollywood       | ハリウッド        | 聖林                   | hariuddo                     |
| Indie           | インド            | 印度                   | indo                         |
| Iran            | イラン            | 伊蘭                   | iran                         |
| Irlandia        | アイルランド      | 愛蘭                   | airurando                    |
| Islandia        | アイスランド      | 氷州                   | aisurando                    |
| Jawa            | ジャワ            | 爪哇・闍婆             | jawa                         |
| Kalifornia      | カリフォルニア    | 加州                   | kariforunia                  |
| Kambodża        | カンボジア        | 柬埔寨                 | kanbojia                     |
| Kanada          | カナダ            | 加奈陀                 | kanada                       |
| Kiribati        | キリバス          | 基里巴斯               | kiribasu                     |
| Kolumbia        | コロンビア        | 哥倫比亜               | koronbia                     |
| Kuba            | キューバ          | 玖馬                   | kyūba                        |
| Laos            | ラオス            | 老檛                   | raosu                        |
| Londyn          | ロンドン          | 倫敦                   | rondon                       |
| Los Angeles     | ロサンゼルス      | 羅府                   | rosanzerusu                  |
| Malezja         | マレーシア        | 馬来西亜               | marēshia                     |
| Meksyk          | メキシコ          | 墨西哥                 | mekishiko                    |
| Mongolia        | モンゴル          | 蒙古                   | mongoru                      |
| Moskwa          | モスクワ          | 莫斯科                 | mosukuwa                     |
| Nauru           | ナウル            | 瑙魯                   | nauru                        |
| Nowa Zelandia   | ニュージーランド  | 新西蘭                 | nyūjīrando                   |
| Nowy Jork       | ニューヨーク      | 紐育                   | nyūyōku                      |
| Palau           | パラオ            | 帛琉                   | parao                        |
| Panama          | パナマ            | 巴奈馬                 | panama                       |
| Paryż           | パリ              | 巴里                   | pari                         |
| Persja          | ペルシャ          | 波斯                   | perusha                      |
| Peru            | ペルー            | 秘露                   | perū                         |
| Polska          | ポーランド        | 波蘭 （lub 波蘭土）    | pōrando                      |
| Rosja           | ロシア            | 露西亜                 | roshia                       |
| Rzym            | ローマ            | 羅馬                   | rōma                         |
| Sajgon          | サイゴン          | 西貢                   | saigon                       |
| San Francisco   | サンフランシスコ  | 桑港                   | sanfuranshisuko              |
| Singapur        | シンガポール      | 新嘉坡                 | shingapōru                   |
| Syberia         | シベリア          | 西比利亜               | shiberia                     |
| Szkocja         | スコットランド    | 蘇格蘭                 | sukottorando                 |
| Szwajcaria      | スイス            | 瑞西                   | suisu                        |
| Szwecja         | スウェーデン      | 瑞典                   | suwēden                      |
| Tajlandia       | タイ              | 泰                     | tai                          |
| Tonga           | トンガ            | 東加                   | tonga                        |
| Turcja          | トルコ            | 土耳古                 | toruko                       |
| Tybet           | チベット          | 西蔵                   | chibetto                     |
| Vanuatu         | バヌアツ          | 瓦努阿図               | banuatsu                     |
| Waszyngton      | ワシントン        | 華盛頓・華府           | washinton                    |
| Węgry           | ハンガリー        | 洪牙利・匈牙利         | hangarī                      |
| Wiedeń          | ウィーン          | 維納                   | wīn                          |
| Wielka Brytania | イギリス          | 英吉利                 | igirisu                      |
| Wietnam         | ベトナム          | 越南                   | betonamu                     |
| Władywostok     | ウラジオストク    | 浦塩斯徳               | urajiosutoku                 |
| Włochy          | イタリア          | 伊太利亜・伊太利       | itaria                       |